# India op de Olympische Winterspelen 2022
India nam deel aan de Olympische Winterspelen 2022 in Peking in China.

## Deelnemers en resultaten
(m) = mannen, (v) = vrouwen 

### Alpineskiën
| Naam      | Onderdeel        | Run 1          | Run 1          | Run 2          | Run 2          | Totaal         | Totaal |
| Naam      | Onderdeel        | Tijd           | Rang           | Tijd           | Rang           | Tijd           | Rang   |
| --------- | ---------------- | -------------- | -------------- | -------------- | -------------- | -------------- | ------ |
| Arif Khan | Reuzenslalom (m) | 1:22,35        | 53             | 1:24,49        | 44             | 2:47,24        | 45     |
| Arif Khan | Slalom (m)       | niet gefinisht | niet gefinisht | niet geplaatst | niet geplaatst | niet geplaatst | 79     |

Albanië · Amerikaans-Samoa · Amerikaanse Maagdeneilanden · Andorra · Argentinië · Armenië · Australië · Azerbeidzjan · België · Bolivia · Bosnië en Herzegovina · Brazilië · Bulgarije · Canada · Chili · China · Chinees Taipei · Colombia · Cyprus · Denemarken · Duitsland · Ecuador · Eritrea · Estland · Filipijnen · Finland · Frankrijk · Georgië · Ghana · Griekenland · Groot-Brittannië · Haïti · Hongarije · Hongkong · Ierland · IJsland · India · Iran · Israël · Italië · Jamaica · Japan · Kazachstan · Kirgizië · Kosovo · Kroatië · Letland · Libanon · Liechtenstein · Litouwen · Luxemburg · Madagaskar · Maleisië · Malta · Marokko · Mexico · Moldavië · Monaco · Mongolië · Montenegro · Nederland · Nieuw-Zeeland · Nigeria · Noord-Macedonië · Noorwegen · Oekraïne · Oezbekistan · Oost-Timor · Oostenrijk · Pakistan · Peru · Polen · Portugal · Puerto Rico · Roemenië · San Marino · Saoedi-Arabië · Servië · Slovenië · Slowakije · Spanje · Thailand · Trinidad en Tobago · Tsjechië · Turkije · Verenigde Staten · Wit-Rusland · Zuid-Korea · Zweden · Zwitserland
Russische ploeg